# Kang Haeng-suk
Kang Haeng-suk (* 20. Mai 1961) ist eine ehemalige Badmintonspielerin aus Südkorea.

## Sportliche Karriere
Kang Haeng-suk verzeichnet als größten Erfolg ihrer Karriere im Damendoppel den Gewinn der Bronzemedaille bei der Badminton-Weltmeisterschaft 1985  mit Hwang Sun-ai. Beide gewannen im gleichen Jahr auch die India Open. 1982 hatten beide bereits die Asienspiele im Damendoppel gewonnen.

## Sportliche Erfolge
| Saison | Veranstaltung     | Disziplin   | Platz | Name                          |
| ------ | ----------------- | ----------- | ----- | ----------------------------- |
| 1982   | Asienspiele       | Damendoppel | 1     | Hwang Sun-ai / Kang Haeng-suk |
| 1985   | Weltmeisterschaft | Damendoppel | 3     | Hwang Sun-ai / Kang Haeng-suk |
| 1985   | India Open        | Damendoppel | 1     | Hwang Sun-ai / Kang Haeng-suk |

## Referenzen
- WM-Ergebnisse

| Personendaten    | Personendaten |
| ---------------- | --- |
| NAME             | Kang, Haeng-suk |
| ALTERNATIVNAMEN  | Kang, Heung-sook (alternative Transkription); 강행숙 (koreanisch, Hangeul); Gang, Haeng-suk (Revidierte Romanisierung); Kang, Haengsuk (McCune-Reischauer) |
| KURZBESCHREIBUNG | südkoreanische Badmintonspielerin |
| GEBURTSDATUM     | 20. Mai 1961 |